# تکتیت

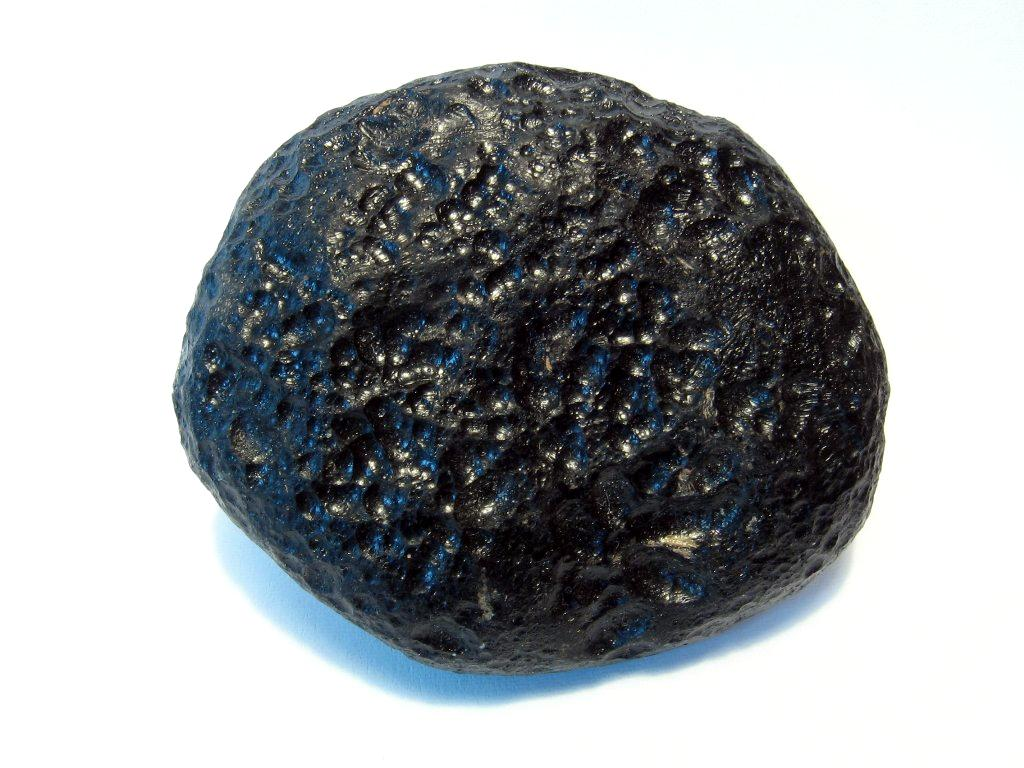
یک تکتیت از کورات، تایلند. وزن این نمونه ۶۹ گرم و عرض آن حدود ۵۳ میلی‌متر است.

تکتیت (Tektite) یا گداخته‌سنگ تکه‌های سنگ شیشه‌ای گرد و کوچکی با منشأ زمینی هستند که در نواحی خاصی از زمین، ازجمله در استرالیا یافت می‌شوند. این سنگ‌ها احتمالاً محصول قطره‌های پراکنده‌شدهٔ سنگ مذابی‌اند که براثر برخورد شهاب‌سنگی بزرگ به اطراف پرتاب شده‌اند.
نام تکتیت از یونانی باستان τηκτός (tēktos) به معنای گداخته گرفته شده‌است. «تکتوس» یونانی با بخش «داخت» از واژه گُ-داخت فارسی همریشه است (همریشگی زبان‌های هندواروپایی).

## پیدایش
برای مدت طولانی مشخص نبود که تکتیت‌ها چگونه شکل می‌گیرند. امروزه، اکثر دانشمندان بر این باورند که تکتیت‌ها قطعات جامد شده از سنگ‌های زمینی هستند که پس از برخورد شهاب‌سنگ ذوب شده و به بیرون پرتاب شده و سپس به زمین افتاده‌اند. در جریان پایین افتادن، قطعات آن به شکل یک توده شیشه‌ای جامد شده‌است. اغلب، سطح تکتیت ویژگی‌های معمولی سقوط از ارتفاع بالا را نشان می‌دهد. از آنجایی که تکتیت‌ها از سنگ‌های زمینی تشکیل می‌شوند، غنی از دی‌اکسید سیلیکون هستند.

## پیشینه
یافته های باستان‌شناسی نشان می‌دهد که تکتیت‌ها از دوران ماقبل تاریخ شناخته شده‌اند. آنها به عنوان ماده اولیه برای ساخت ابزار و بعدها برای طلسم استفاده می‌شدند. قدیمی‌ترین یافته‌ها مربوط به عصر سنگ (پارینه‌سنگی) است.

## یافتگاه‌ها
از آنجایی که تکتیت‌ها احتمالاً در طی برخورد شهاب‌سنگ‌ها شکل می‌گیرند، یافتگاه آن‌ها اغلب به مناطق نسبتاً کوچک محدود می‌شود که به آن‌ها میدان‌های پراکنش می‌گویند. شناخته‌شده‌ترین تکتیت‌ها در اروپا از جمهوری چک می‌آیند، بیشتر از منطقه رود ولتاوا (مولداو) به این خاطر به گداخته‌سنگ‌های ولتاوایی، مولداویت می‌گویند. مولداویت در سال ۱۷۸۸ کشف شد. مکان‌های متعددی از بروز تکتیت‌ها در بوهم و موراویا یافت شده‌است.
مولداویت از نظر ظاهری با شکل، رنگ، اندازه و سطح خود از دیگر انواع متمایز می‌شود. تصور می‌شود که این سنگ‌ها مربوط به دهانه برخوردی به نام نوردلینگر ریس در آلمان باشد. قدمت این دهانه ۱۴٫۸ میلیون سال است. تکتیت‌ها از حدود ۸ گرم تا ۱۱۰ گرم وزن دارند. یافتگاه‌های دیگر آن بسدنیتسه، لودیه‌نیتسه، کامنی، هابری، اویزد و اسلاوچه هستند. مولداویت‌ها در رسوبات میوسن بالایی و همچنین در نهشته‌های جوان‌تر قرار دارند. در موراویا، مولداویت‌ها تیره‌ترند، کمتر شفاف هستند و سطح صاف‌تری دارند، اما بزرگتر هستند و می‌توانند تا ۲۶۰ گرم وزن داشته باشند.
معروف‌ترین یافتگاه‌های آن در موراویا عبارتند از کایوتیتسه، اسلاویچه، اشتپانوویتسه، موهلنو و دوکووانی. مولداویت‌ها نیز در آلمان نزدیک درسدن و در شمال اتریش نیز یافت می‌شوند. سایر تکتیت‌ها قهوه‌ای تیره تا سیاه هستند.
نام‌های گداخته‌سنگ ها به مکان‌های یافتشان بستگی دارد:
- ایندوچینیت‌ها در ویتنام، کامبوج و لائوس (هندوچین) یافت می‌شوند، آنها سبز مایل به سیاه هستند و سطح صاف‌تری دارند و وزن آن‌ها به ۳ کیلوگرم می‌رسد.
- فیلیپونیت یا ریزالیت، در فیلیپین.
- بیلیتونیت‌ها در شبه جزیره مالزی و در جزایر بانک سوماترا، بیلیتون و سوماترا.
- جاوایت در جاوه، این سنگ‌ها سیاه هستند.
- ایرگیزیت در قزاقستان
- استرالیایی در استرالیا
- شیشه داروین در جزیره تاسمانی که سبکتر است و برای برش سیماها مناسب است.
- بدیازیت سیاه در قاره آمریکا، عمدتاً در ایالات متحده، یعنی در تگزاس رخ می‌دهد.
- گرجستانیت سبز تیره در گرجستان، پرو و کلمبیا.
- شیشه‌های لیبی در لیبی و مصر، این شیشه‌ها به رنگ زرد کم‌رنگ تا سبز مایل به زرد و وزن آنها تا ۵ کیلوگرم است و برای روکش کردن مناسب هستند.